# 移動局
移動局（いどうきょく）は、無線局の種別の一つである。

## 定義
総務省令電波法施行規則第4条第1項第14号に「船舶局、遭難自動通報局、船上通信局、航空機局、陸上移動局、携帯局その他移動中又は特定しない地点に停止中運用する無線局」と定義している。 
また、政令電波法施行令第3条の「操作及び監督の範囲」には第2項第2号に「移動する無線局」と意義が掲げられている。
但し、この意義は同条第1項のアマチュア無線局以外の無線局の無線設備の操作及びその監督の範囲にしか適用されない。

## 概要
定義に移動局は六種類が例示されている。
これらは単に移動する無線局ではなく、電波法施行規則第3条第1項第5号に規定する移動業務]に携わる無線局で移動するものである。
対応する業務については、第3条第1項の各号に規定されており、詳細は移動業務を参照のこと。
ここでは、名称のみをあげる。
- 海上移動業務
- 航空移動業務
  - 航空移動(R)業務
  - 航空移動(OR)業務
- 陸上移動業務
- 携帯移動業務

無線局の種別と業務の関係は下図のようになる。
```
　　　　　　（種別）　　　　　　（業務）

　　　┏━┳船舶局━━━━┳━━海上移動業務━━━━━━┓
　　　┃　┃　　　　　　　┃　　　　　　　　　　　　　　┃
　　　┃　┣遭難自動通報局┫　　　　　　　　　　　　　　┃
　　　┃　┃　　　　　　　┃　　　　　　　　　　　　　　┃
　　　┃　┗船上通信局━━┛　　　　　　　　　　　　　　┃
　　　┃　　　　　　　　　　　　　　　　　　　　　　　　┃
移動局╋━━航空機局━━━━━━航空移動業務━━━━━━╋移動業務
　　　┃　　　　　　　　　　　　┣航空移動（Ｒ）業務　　┃
　　　┃　　　　　　　　　　　　┗航空移動（ＯＲ）業務　┃
　　　┃　　　　　　　　　　　　　　　　　　　　　　　　┃
　　　┣━━陸上移動局━━━━━陸上移動業務━━━━━━┫
　　　┃　　　　　　　　　　　　　　　　　　　　　　　　┃
　　　┗━━携帯局━━━━━━━携帯移動業務━━━━━━┛
　　　

```

沿革にみるとおり、電波法令制定当初は、船舶・航空機・鉄道車両・自動車に搭載する無線機を想定した定義がなされていた。
この為、海上・上空・陸上の二つ以上にわたって使用する又は人が携帯して使用する携帯移動業務は無く、携帯局に相当する種別として免許されていた。
後に携帯局が定義された際に従前の移動局が携帯局にみなされた。
携帯基地局が、更に信号報知局（後に無線呼出局）や陸上移動中継局が定義され、陸上局として無線局の種別コードもFLが規定されてはいるが免許されることもな
更に遭難自動通報局や船上通信局が定義され、移動局として無線局の種別コードもMOが規定されてはいるが免許されることもなく、無線局免許状の無線局の種別には次の六種別のいずれかが指定され、局種別無線局数の統計も種別毎に公表されるので、詳細は船舶局、遭難自動通報局、船上通信局、航空機局、陸上移動局、携帯局の各々を参照。

## 沿革
1950年（昭和25年）- 電波法施行規則制定時に「船舶、航空機又は陸上の移動体の無線局であつて、移動中又は指定しない地点で通信を行う無線局」と定義、免許の有効期間は5年
- 但し、当初の免許の有効期限は電波法施行の日から2年6ヶ月後（昭和27年11月30日）まで[2]
- 同時に定義されたのは、船舶局、航空機局、陸上移動局の3種別で携帯局は定義されておらず相当する無線局が移動局として、通信の相手方となる携帯基地局に相当する無線局は陸上局として免許された。

1952年（昭和27年）- 12月1日に最初の再免許
- 以後、5年毎の11月30日に満了するように免許された。

1958年（昭和33年）
- 定義が「船舶局、航空機局、陸上移動局、携帯局その他移動中又は特定しない地点に停止中運用する無線局」と変更、携帯基地局、携帯移動業務についても同時に定義[3]
  - 従前の移動局は携帯局とみなされたが、免許の有効期間は残存期間のまま[4]
- 同時に無線従事者操作範囲令[5]が制定され、「移動局」が「移動する無線局（アマチユア無線局を除く。）」と定義

1960年（昭和35年） - 遭難自動通報局が定義
1972年（昭和47年）- 定義が「船舶局、遭難自動通報局、航空機局、陸上移動局、携帯局その他移動中又は特定しない地点に停止中運用する無線局」と変更
- 船舶局の定義が改正されたことによる。

1975年（昭和50年）- 定義が現行のものに
- 船上通信局が定義されたことによる。

1990年（平成2年）- 無線従事者の操作の範囲等を定める政令が制定され、「移動する無線局」と定義
2001年（平成13年）- 電波法施行令が制定され、「移動する無線局」と意義付け
引用の促音、拗音の表記は原文ママ

## その他
電波法令上の定義とは別に移動する無線局を移動局と呼ぶことがある。例として、
- 移動するアマチュア局は、空中線電力が50W以下でなければならない[11]、この移動するアマチュア局を移動局と呼ぶ。
- 特定ラジオマイク運用調整機構は、陸上移動局である特定ラジオマイクについて、無線局免許状の移動範囲が、「全国」であるものを移動局と呼ぶ。[12]